# Ritratto di gentiluomo (Moroni)
'
Il ritratto di gentiluomo o Il poeta sconosciuto o ancora Ritratto di gentiluomo a tre quarti è un dipinto a olio su tela realizzato da Giovan Battista Moroni e conservato nella Pinacoteca Tosio Martinengo di Brescia.

## Storia
La tela proviene dalla collezione della marchesa Rota Quattrini proprietaria sicuramente dal 1824 al 1828, come indicato dallo storico Girolamo Marenzi: di Gio. Battista Morone un prezioso ritratto distinto per la sua conservazione, anno in cui fu ceduto alla collezione di Tosio Martinengo il giorno 26 febbraio, al prezzo di 3300 lire milanesi. L'acquisto fu segnalato e avvalorato dal pittore Giuseppe Diotti che confermò l'importanza del dipinto e del pittore di Bergamo. Passò poi per lascito testamentario al comune di Brescia e dal 1906 esposto nella pinacoteca Tosio Martinengo. L'opera fu esposta in molte mostre riguardanti il pittore bergamasco, a Milano nell'esposizione: “Pittori della realtà in Lombardia” del 1953, a Bergamo nel 1979 a cura di Mina Gregori, inoltre a Genova nel 2001, e Brescia 2003-2004, nella mostra londinese del 2014-2015 curata dal critico Simone Facchinetti, e nel 2016 a Varsavia.
La pinacoteca bresciana ospita anche il Ritratto di dottore sempre di Giovan Battista Moroni ma di provenienza differente. I due ritratti furono inseriti nella tesi di laurea del giovane Roberto Longhi nel 1911 che citando i due dipinti ne esaltò le caratteristiche: Il ritratto aneddotico Moroniano è d'una importanza grandissima per la formazione di Caravaggio, La sua semplicità realistica porta Moroni assai spesso alla soppressione di risonanze paesistiche e a nuove determinazioni specifiche d'ambiente in senso di genere che vera e propriamente preparano Caravaggio, Così vediamo ridotto l'individuo posto sopra un fondo neutro chiaro caratteristico la cui vita non è data che dall'ombra che la staglia più o meno recisamente.

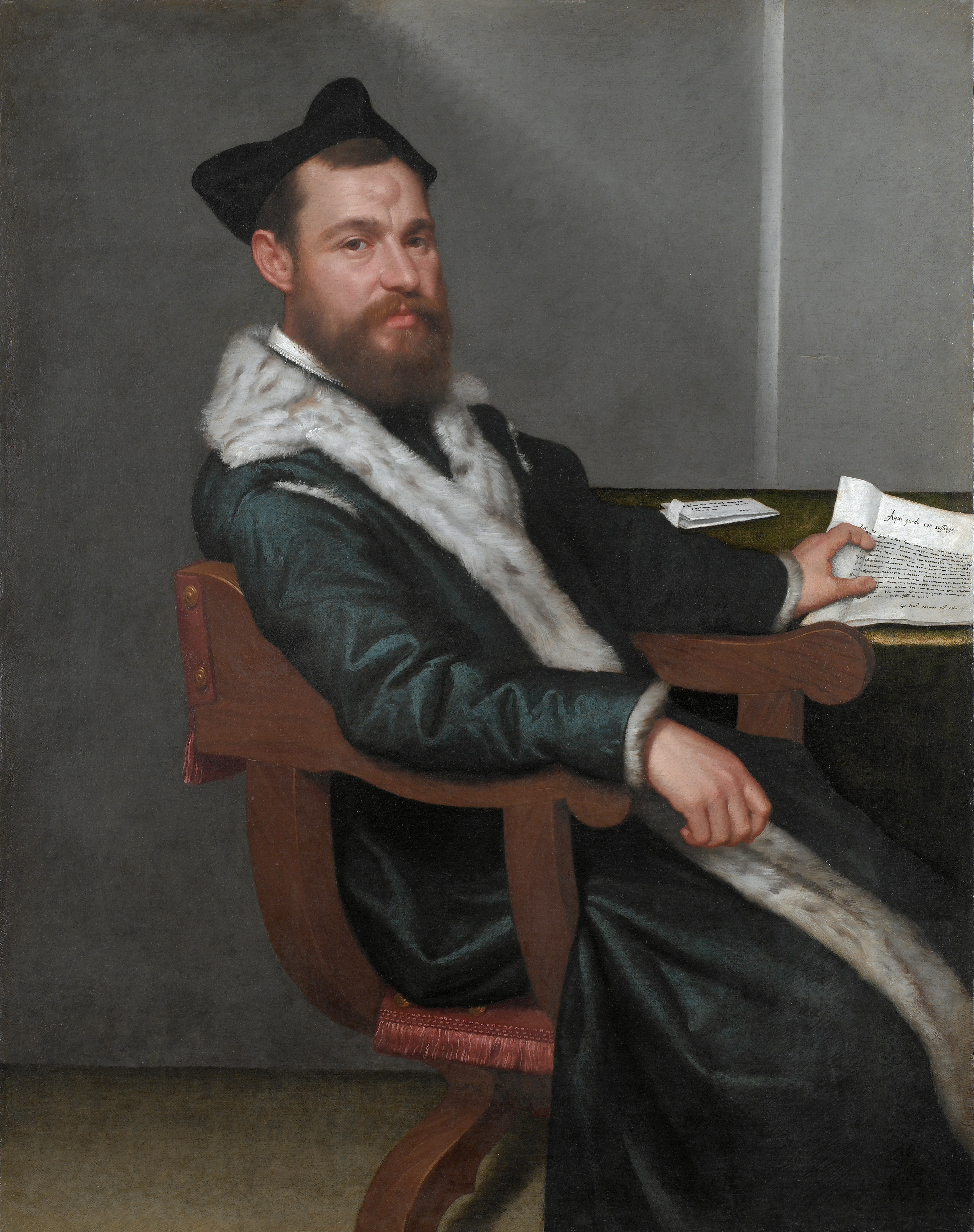
Ritratto di magistrato

## Descrizione e stile

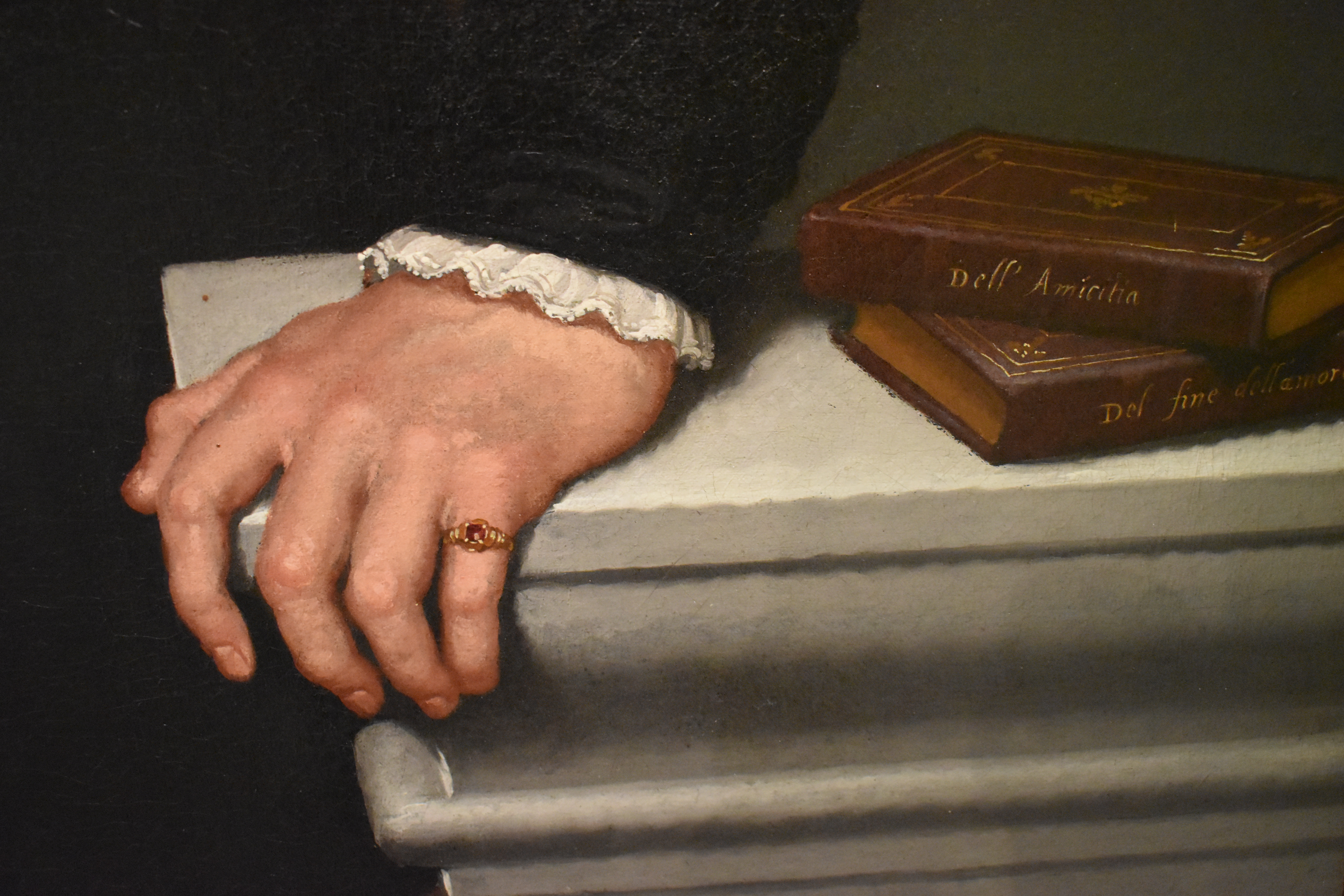
Ritratto di gentiluomo, dettaglio con due libri

La tela raffigura un personaggio a tre quarti, in un ambiente esterno, appoggiato con la mano sinistra su di un pilastro dove vi sono due libri che riportano ben visibile la scritta: Dell'Amicizia, Del Fine dell'Amore. Parte del titolo del terzo libro che il personaggio trattiene nella mano destra Affetti. Questo porterebbero alla considerazione che era sicuramente una persona amante della lettura e forse proprio uno scrittore o poeta. Tutti i tre testi riguardano l'amore e gli affetti nei loro diversi aspetti. La raffigurazione a tre quarti è stata più volte ripresa dall'artista, particolarmente negli ultimi anni della sua produzione.
Il personaggio si trova davanti a un muro grigio, leggermente scrostato e interrotto da un muro in mattoni rossi. Alcune piante nascono sui ruderi delle mura a indicare uno stato di degrado se non fosse per il blocco marmoreo posto di fianco dove è impressa la data e che è ben definito e di recente realizzazione. 
L'abbigliamento del personaggio è elegante ma severo, come la moda del tempo richiedeva. Il farsetto nero è in velluto e si stringe sui fianchi evidenziandone la vita. Di pizzo bianchissimo sono il colletto e i polsi a indicare la presenza di una camicia. D'ispirazione spagnola è il rigonfiamento della manica sopra il gomito, riprende la moda della prima metà del Seicento. I pantaloni scuri parrebbero anticipare le calze aderenti sempre nere che rispondevano alla moda del tempo. Il personaggio tiene un piccolo anello sul mignolo della mano destra.
L'intensità dello sguardo rivolto verso l'osservatore è indicativo di una intensa concentrazione, la volontà di comunicare.
Ma sia l'abbigliamento che i libri raffigurati, non concedono la ricostruzione anagrafica del personaggio, che pur essendo sicuramente di nobile casato, non ostenta nessun oggetto o segno che possano indicarne la famiglia, il piccolo anello non presenta blasoni. Anche lo studio della nobiltà cittadina negli anni intorno al 1560, non può aiutare a identificarne il nome. Era questo il tempo in cui l'artista aveva raggiunto la maturità pittorica ma era ancora in età di intensa attività artistica, e la sua fama lo portava ad avere più commissioni nella nobiltà di Bergamo.